# Liste der Naturdenkmäler in Tirol (Südtirol)
Die Liste der Naturdenkmäler in Tirol (italienisch Tirolo) enthält die 16 als Naturdenkmal ausgewiesenen Objekte auf dem Gebiet der Gemeinde Tirol in Südtirol.
Basis ist das im Internet einsehbare offizielle Verzeichnis der Naturdenkmäler in Südtirol (Stand: 23. Januar 2015). Dabei kann es sich um botanische, geologische oder hydrologische Naturdenkmäler handeln. Die Reihenfolge in dieser Liste orientiert sich an der ID, alternativ ist sie auch nach dem Namen sortierbar.

## Liste
| Foto |                 | Name                                                   | Standort                    | Beschreibung |
| ---- | --------------- | ------------------------------------------------------ | --------------------------- | --- |
| BW   | Datei hochladen | Rundbuckel-Gletscherschliffe am Segenbühel ID: 098_G01 | 46° 40′ 30″ N, 11° 10′ 1″ O | Geologisches Naturdenkmal: Rundbuckel und Gletscherschliff |
| BW   | Datei hochladen | Kastanienbaum - Fraktion Haslach ID: 098_G02           | 46° 41′ 47″ N, 11° 9′ 16″ O | Botanisches Naturdenkmal: Durch den Freistand hat sich die Krone des Kastanienbaums uneingeengt entwickelt. |
| ja   | Datei hochladen | Lorbeerbaum unterhalb Schloss Thurnstein ID: 098_G03   | 46° 41′ 30″ N, 11° 8′ 7″ O  | Botanisches Naturdenkmal: Infolge seines Freistandes, kann sich die Krone des Lorbeerbaums uneingeengt entwickeln. |
| ja   | Datei hochladen | Erdpyramiden ober Schloss Tirol ID: 098_G04            | 46° 41′ 52″ N, 11° 8′ 48″ O | Geologisches Naturdenkmal: Oberhalb der Straße, die zum Schloss Tirol führt, ist der Moränenschutt von aschgrauer Farbe und enthält im oberen Teil, der deutlich geschichtet erscheint, eine Lage großer Felsblöcke, die auf der linken Talseite zu Decksteinen für eine Reihe schöner Pyramiden geworden sind.                           |
| BW   | Datei hochladen | Nössing-Faicht ID: 098_G05                             | 46° 42′ 31″ N, 11° 9′ 19″ O | Botanisches Naturdenkmal: Eine 42 m hohe Fichte im Spronsertal |
| BW   | Datei hochladen | Gletschertopf ID: 098_P01                              | 46° 43′ 31″ N, 11° 7′ 36″ O | Geologisches Naturdenkmal: Der Gletschertopf ist rund 1 m tief, am breitesten ist er am oberen Rand mit einem Durchmesser von ca. 64 cm, am Boden beträgt der Durchmesser noch 48 cm. |
| BW   | Datei hochladen | Schwarzsee ID: 098_P02                                 | 46° 44′ 28″ N, 11° 5′ 42″ O | Hydrologisches Naturdenkmal: Der Schwarzsee hat eine Größe von 204 × 145 × 14 m und ist der höchste der Spronser Seen. Er liegt etwas nördlich des Schiefersees in Granatschiefer. Das Wasser ist dunkelblau-schwarz und fließt in den Schiefersee ab. Den Zufluss empfängt er aus einem Rinnsal, das unterhalb des Grünjochs entspringt. |
| ja   | Datei hochladen | Schiefersee ID: 098_P03                                | 46° 44′ 19″ N, 11° 5′ 25″ O | Hydrologisches Naturdenkmal: Die Größe beträgt 102 × 47 × 3,5 m. Der Zufluss erfolgt vom Schwarzsee. Der Abfluss führt zum Grünsee. |
| ja   | Datei hochladen | Kesselsee ID: 098_P04                                  | 46° 44′ 14″ N, 11° 5′ 12″ O | Hydrologisches Naturdenkmal: Die Größe beträgt 120 × 85 × 10 m. Der Abfluss führt zum Grünsee. Der Zufluss erfolgt über eine Quelle, die unterhalb des Spronser Jochs (2581 m) entspringt. |
| ja   | Datei hochladen | Grünsee ID: 098_P05                                    | 46° 44′ 3″ N, 11° 5′ 18″ O  | Hydrologisches Naturdenkmal: Die Größe beträgt 250 × 232 × 26,8 m. Den Zufluss empfängt der See vom Langsee, sowie vom Kessel- und Schiefersee. Der Abfluss führt zum Kasersee. |
| ja   | Datei hochladen | Langsee ID: 098_P06                                    | 46° 43′ 41″ N, 11° 4′ 59″ O | Hydrologisches Naturdenkmal: Die Größe beträgt 1014 × 168 × 35,5 m. Der Zufluss erfolgt von den beiden Milchseen. Der Abfluss führt zum Grünsee. |
| BW   | Datei hochladen | Mückenlacke ID: 098_P07                                | 46° 43′ 51″ N, 11° 5′ 25″ O | Hydrologisches Naturdenkmal: Die Größe beträgt 105 × 44 × 0,7 m. Der See ist sehr seicht und fast schon verlandet. Den Zufluss erhält er aus dem Grünsee. Der Abfluss speist den Kasersee. |
| ja   | Datei hochladen | Kasersee ID: 098_P08                                   | 46° 43′ 50″ N, 11° 5′ 52″ O | Hydrologisches Naturdenkmal: Die Größe beträgt 236 × 136 × 5,2 m. Der See wird von den oberen Spronser Seen und der Pfitscher Lacke gespeist. Sein Abfluss bildet den Spronser bzw. Finele Bach. |
| ja   | Datei hochladen | Pfitscher See ID: 098_P09                              | 46° 43′ 41″ N, 11° 6′ 6″ O  | Hydrologisches Naturdenkmal: Die Größe beträgt 191 × 120 × 5,7 m. Seinen Zufluss erhält er aus kleineren Rinnsalen von Süden her. Der Abfluss führt zum Kaser See. |
| BW   | Datei hochladen | Äußerer Milchsee ID: 098_P10                           | 46° 43′ 37″ N, 11° 4′ 25″ O | Hydrologisches Naturdenkmal: Die Größe beträgt 134 × 95 × 5,5 m. Der Äußere Milchsee ist der kleinere der beiden Milchseen. Den Zufluss empfängt der See aus mehreren kleinen Quellen sowie vom Inneren Milchsee. Der Abfluss führt zum Langsee.                                                                                          |
| BW   | Datei hochladen | Innerer Milchsee ID: 098_P11                           | 46° 43′ 29″ N, 11° 4′ 17″ O | Hydrologisches Naturdenkmal: Die Größe beträgt 270 × 115 × 14 m. Der Innere Milchsee empfängt den Zufluss aus mehreren kleinen Quellen. Der Abfluss führt zum Äußeren Milchsee und von dort zum Langsee. |

| Foto: | Fotografie des Naturdenkmals. Klicken des Fotos erzeugt eine vergrößerte Ansicht. Daneben finden sich zwei Symbole: |
| ID    | Identifikator bei der Abteilung Natur, Landschaft und Raumentwicklung der Südtiroler Landesverwaltung               |